# Ixticpan
Ixticpan är en ort i Mexiko.   Den ligger i kommunen Teziutlán och delstaten Puebla, i den sydöstra delen av landet, 190 km öster om huvudstaden Mexico City. Ixticpan ligger 1 917 meter över havet och antalet invånare är 1 551.
Terrängen runt Ixticpan är bergig. Runt Ixticpan är det ganska tätbefolkat, med 149 invånare per kvadratkilometer. Närmaste större samhälle är Teziutlan, 1,6 km väster om Ixticpan. I omgivningarna runt Ixticpan växer huvudsakligen savannskog.